# Spanish International 1982
Die Spanish International 1982 im Badminton fanden in Vigo statt. Es war die neunte Auflage des Turniers, parallel auch als Tournament City of Vigo betitelt. 

## Titelträger
| Disziplin    | Sieger                            |
| ------------ | --------------------------------- |
| Herreneinzel | Jorge Azevedo                     |
| Dameneinzel  | Lilia Rodriguez                   |
| Herrendoppel | Luis Carvalho José Nascimento     |
| Damendoppel  | Aída Carballal Margarita Míguelez |
| Mixed        | José Pedro Lilia Rodriguez        |